# Asiria aqueménida
Athura (antiguo persa para Asiria) fue un área geográfica al interior del Imperio aqueménida persa durante el período de 539 a 330 a. C. Si bien algunas veces es considerada como una satrapía, inscripciones reales aqueménidas la listan como un dahyu, un concepto generalmente interpretado como un grupo de personas o bien un país y su pueblo, careciendo de implicaciones administrativas.
Incluía, aproximadamente, el núcleo asirio original en el alto Tigris, la región del Éufrates medio y superior, la actual Siria (Eber-Nari) y parte del sureste de Turquía. El Imperio neoasirio colapsó por la invasión de los pueblos iranios en coalición con los babilonios, escitas y los cimerios a fines del Siglo VII a. C.. Tras la batalla de Nínive en el 612 a. C., Asiria cayó por completó en el 608 a. C.
Entre el 612 y el 559 a. C., Asiria fue dividida entre el Imperio medo al este y el Imperio neobabilónico al oeste. Ambas partes fueron incorporadas al Imperio aqueménida en el 539 a. C. y habrían formado parte de las satrapías de Media y Athura, respectivamente. En la división de Heródoto de los distritos tributarios del Imperio aqueménida, incluye al noveno de ellos como «Babilonia y el resto de Asiria», mientras que excluye a Eber-Nari.
A pesar de algunas rebeliones, Asiria funcionó como una parte importante del Imperio aqueménida. El pueblo asirio recibieron la prerrogativa de autogobernarse y el idioma de los asirios (el arameo) fue empleado diplomáticamente por los persas. Conocidos por sus habilidades guerreras, los soldados asirios (junto con los lidios) conformaron la fuerte infantería del Imperio aqueménida. Debido a la destrucción de Asiria durante la caída de su imperio, algunos académicos describen el área como un «desierto deshabitado»; sin embargo, otros asiriólogos, como John Curtis y Simo Parpola, han negado enfáticamente esta afirmación, al citar cómo Asiria terminaría convirtiéndose en una de las regiones más ricas del Imperio aqueménida. Esta riqueza se debió a la gran prosperidad de la tierra para la agricultura, la cual fue empleada eficientemente por los persas durante casi dos siglos. A diferencia de la política del Imperio asirio, los persas aqueménidas no intervinieron en los asuntos internos de las satrapías reinantes en tanto continuara el flujo de tributos e impuestos a Persia.